# طوقچه خاکستری
طوقچه خاکستری (نام علمی: Hypocysta pseudirius) نام یک گونه از تبار قهوه‌ای‌بالان ساتیرینی است.